# 埃马努埃莱·费代里奇
埃马努埃莱·费代里奇（義大利語：Emanuele Federici，1978年8月17日—），意大利男子赛艇运动员。他曾代表意大利参加世界赛艇锦标赛，获得二枚金牌和一枚银牌，均来自轻量级项目。